# ケンドール・ブラウン (バスケットボール)
ケンドール・ブラウン（Kendall Brown, 2003年5月11日 - ）は、アメリカ合衆国・ミネソタ州コテージグローブ出身のプロバスケットボール選手。NBAのインディアナ・ペイサーズにツーウェイ契約で所属している。ポジションはシューティングガードまたはスモールフォワード。

## 経歴

### ハイスクール
イースト・リッジ高等学校2年目のシーズンに平均17.6得点を記録し、チームを初の州大会優勝に導いた。このシーズンの終了後にサンライズ・クリスチャンアカデミーに転校し、ケネディ・チャンドラーとチームメイトになった。4年目のシーズンにはマクドナルド・オール・アメリカン、ジョーダン・ブランド・クラシック、ナイキ・フープサミットに選出された。

### リクルート
世代最高のスモールフォワードの一人として注目され、主要サイトから5つ星評価を受けた。2020年7月20日にベイラー大学へのコミットを発表した。他にはカンザス大学、アリゾナ大学などからもオファーを受けていた。ベイラー大学に入学する選手の中では2012年の以来アイザイア・オースティン、最高ランクであった。

### カレッジ
1年目の2021-22シーズンは平均9.7得点・4.9リバウンドの成績を記録し、ビッグ12カンファレンスのオールフレッシュマンチームに選出された。シーズン終了後に2022年のNBAドラフトへアーリーエントリーし、チームから離脱した。

## 家族
父のコートニー・シニアはヨーロッパなどでプレーした元プロバスケットボール選手で、ハーレム・グローブトロッターズのメンバーでもあった。

## 個人成績

### NBA

#### レギュラーシーズン
| シーズン | チーム | GP | GS | MPG | FG%  | 3P%  | FT%  | RPG | APG | SPG | BPG | PPG |
| -------- | ------ | -- | -- | --- | ---- | ---- | ---- | --- | --- | --- | --- | --- |
| 2022–23  | IND    | 6  | 0  | 6.7 | .571 | .000 | .500 | 1.0 | .5  | .7  | .0  | 1.5 |
| 2023–24  | IND    | 15 | 0  | 4.2 | .533 | .000 | .625 | .3  | .3  | .0  | .0  | 1.4 |
| 通算     | 通算   | 21 | 0  | 4.9 | .545 | .000 | .600 | .5  | .4  | .2  | .0  | 1.4 |

#### プレーオフ
| シーズン | チーム | GP | GS | MPG | FG%  | 3P% | FT% | RPG | APG | SPG | BPG | PPG |
| -------- | ------ | -- | -- | --- | ---- | --- | --- | --- | --- | --- | --- | --- |
| 2024     | IND    | 7  | 0  | 3.5 | .333 | --- | --- | .4  | .3  | .0  | .1  | .6  |
| 通算     | 通算   | 7  | 0  | 3.5 | .333 | --- | --- | .4  | .3  | .0  | .1  | .6  |

### カレッジ
| シーズン | チーム   | GP | GS | MPG  | FG%  | 3P%  | FT%  | RPG | APG | SPG | BPG | PPG |
| -------- | -------- | -- | -- | ---- | ---- | ---- | ---- | --- | --- | --- | --- | --- |
| 2021–22  | ベイラー | 34 | 34 | 27.0 | .584 | .341 | .689 | 4.9 | 1.9 | 1.0 | .4  | 9.7 |